# 通江红军石刻标语群
通江红军石刻标语群位於四川省巴中市通江县、南江县、平昌县、巴州区、恩阳区境内。2006年5月，以“通江红军石刻标语群”列入第六批全国重点文物保护单位。2012年7月，“川陕苏区红军石刻标语群”列入第八批四川省文物保护单位。2013年3月，“巴中红军石刻标语群”归入第六批全国重点文物保护单位通江红军石刻标语群。通江红军石刻标语群包含63个文物点。

## 簡介
1932年12月至1935年3月，紅四方面軍在川北陝南創建了以通、南、巴為中心的川陝根據地，擁有24個市、縣蘇維埃政權，軍隊發展到5個軍8萬餘人，地方武裝10余萬人。紅四方面軍成立各級“塞字隊”，陳昌浩、張琴秋、李先念、傅鐘、朱光、劉瑞龍、廖承志、魏傳統等親自起草和書寫宣傳內容，在山崖、渡口、墓碑、石碑、牌坊、房基石、磨盤、水缸等載體上廣泛鑿刻文獻、標語、對聯。
其中最为知名的沙溪镇景家塬村左侧海拔800米的红云崖上“赤化全川”巨幅标语。字体最大的是至诚镇九子坡村海拔1100米的佛尔崖上“平分土地”巨幅标语。

## 纪念
1958年诗人梁上泉以红军撤离川陕苏区后，当地群众奋力保护“赤化全川”标语为题材，创作叙事长诗《红云崖》，部分发表在《西南文艺》，1959年5月全文发表在《收获》杂志。中国青年出版社出版发行了《红云崖》单行本，向建国十周年献礼。1958年被中央实验歌剧院和重庆市歌舞剧团联合改编成九场歌剧各自搬上舞台，在当时产生过轰动。后经修改发表在《剧本》月刊。1962年上海美术电影制片厂制作并公映动画电影《红云崖》，片长40分钟。1964年先后改编为同名现代京剧、滇剧、川剧、扬剧许多剧种数十个剧团演出了这个剧目。
1984年，“赤化全川”石刻标语所在村更名为“红云崖村”。现为国家AAAA级景区川陕革命根据地红军烈士陵园组成部分。